# Структурний аналіз
Структу́рний ана́ліз — метод дослідження статичних (сталих) характеристик ієрархічно впорядкованої системи шляхом виділення в ній підсистем і елементів різного рівня і визначення відносин і зв'язків між ними. Об'єктами дослідження структурного аналізу є різні варіанти структур, які можуть бути виявлені в процесі декомпозиції системи, що дозволяють всебічно оцінити властивості системи в цілому.
Застосовується до систем різноманітної природи: технічних, соціальних, організаційних, знакових та інших.